# Скорый (колёсный пароход)
«Скорый» — первый военный транспортный колёсный пароход Балтийского флота Российской империи.

## Описание парохода
Колёсный пароход. Был оборудован вертикальной паровой машиной Уатта фабричного типа мощностью 30—32 номинальных лошадиных силы.

## История службы
Пароход «Скорый» был заложен на Ижорском адмиралтейском заводе в 1816 году, и после спуска на воду в 1817 году вошёл в состав Балтийского флота России. Однако окончательное оборудование судна было закончено только в 1818 году.
Использовался для работы в портах Балтийского моря.
Пароход был исключен из состава флота и разобран в 1839 году.